# Condado de Sierpc
Condado de Sierpc (polaco: powiat sierpecki) é um powiat (condado) da Polónia, na voivodia de Mazóvia. A sede do condado é a cidade de Sierpc. Estende-se por uma área de 852,89 km², com 54 059 habitantes, segundo o censo de 2005, com uma densidade de 63,38 hab/km².

## Demografia
População (dados de 30 de Junho de 2005):
|          | Total   | Total | Mulheres | Mulheres | Homens  | Homens |
| -------- | ------- | ----- | -------- | -------- | ------- | ------ |
|          | pessoas | %     | pessoas  | %        | pessoas | %      |
| Total    | 54 059  | 100   | 27 712   | 51,3     | 26 347  | 48,7   |
| Cidades  | 18 772  | 100   | 9857     | 52,5     | 8915    | 47,5   |
| Povoados | 35 287  | 100   | 17 855   | 50,6     | 17 432  | 49,4   |